# Hypecoeae
Hypecoeae je tribus iz porodice makovki (Papaveraceae), nekada uključivan u  vlastitu porodicu Hypecoaceae, ali molekularni dokazi sugeriraju da je grupa evolucijski izvedena iz Papaveraceae. Biljke rastu u toplim umjerenim područjima od Sredozemlja do istočne Azije. Jedna vrsta, H. procumbens, iz južne Europe, uzgaja se kao izdržljiva vrtna jednogodišnja biljka zbog svojih finih rastresitih grozdova jarkožutih čašastih cvjetova koji rastu na biljkama visokim 30 cm (1 stopa).
Hypecoum vrste su biljke koje sadrže vodenasti sok. Sve vrste imaju naizmjenične, plavkaste (sivi voštani prah), duboko razdijeljene listove i male pravilne cvjetove s četiri prašnika (muški dijelovi) i četiri latice. Unutarnje latice često su režnjevite. Sjemenke se nalaze u kapsulama.
Danas su rodovi cunjica (Hypecoum) sa 18 vrsta iz Euroazije i sjeverne Afrike i Pteridophyllum njegovi jedini predstavnici.

## Rodovi
1. Hypecoum L. (18 spp.)
2. Pteridophyllum Siebold & Zucc.